# Étienne Youté Kinkoué
Étienne Ludovic Youté Kinkoué (Lione, 14 gennaio 2002) è un calciatore francese, difensore del Le Havre.

## Carriera

### Club
Kinkoué è cresciuto nel settore giovanile del Troyes, da cui poi nel 2019 è passato all'Inter. Dopo due stagioni trascorse in Primavera, il 31 agosto 2021 è stato ceduto a titolo definitivo all'Olympiacos. Ha fatto il suo esordio ufficiale l'8 dicembre 2021 con l'Olympiacos B nell'incontro di Souper Ligka Ellada 2 pareggiato 0-0 contro il Trikala.
L'11 gennaio 2023 è stato acquistato dal Le Havre.

### Nazionale
Ha giocato nella nazionale francese Under-17.

## Statistiche

### Presenze e reti nei club
Statistiche aggiornate al 4 settembre 2024.
| Stagione            | Squadra             | Campionato          | Campionato | Campionato | Coppe nazionali | Coppe nazionali | Coppe nazionali | Coppe continentali | Coppe continentali | Coppe continentali | Altre coppe | Altre coppe | Altre coppe | Totale | Totale | Totale |
| Stagione            | Squadra             | Comp                | Pres       | Reti       | Comp            | Pres            | Reti            | Comp               | Pres               | Reti               | Comp        | Pres        | Reti        | Pres   | Reti   |        |
| ------------------- | ------------------- | ------------------- | ---------- | ---------- | --------------- | --------------- | --------------- | ------------------ | ------------------ | ------------------ | ----------- | ----------- | ----------- | ------ | ------ | ------ |
| 2021-2022           | Olympiacos B        | SL2                 | 19         | 0          |                 | -               | -               |                    | -                  | -                  |             | -           | -           | 19     | 0      |        |
| 2022-gen. 2023      | Olympiacos B        | SL2                 | 4          | 0          |                 | -               | -               |                    | -                  | -                  |             | -           | -           | 4      | 0      |        |
| Totale Olympiakos B | Totale Olympiakos B | Totale Olympiakos B | 23         | 0          |                 | 0               | 0               |                    | -                  | -                  |             | -           | -           | 23     | 0      |        |
| gen.-giu. 2023      | Le Havre            | L2                  | 5          | 0          | CF              | 0               | 0               |                    | -                  | -                  |             | -           | -           | 5      | 0      |        |
| 2023-2024           | Le Havre            | L1                  | 22         | 0          | CF              | 2               | 0               |                    | -                  | -                  |             | -           | -           | 24     | 0      |        |
| 2024-2025           | Le Havre            | L1                  | 2          | 0          | CF              | 0               | 0               |                    | -                  | -                  |             | -           | -           | 2      | 0      |        |
| Totale Le Havre     | Totale Le Havre     | Totale Le Havre     | 29         | 0          |                 | 2               | 0               |                    | -                  | -                  |             | -           | -           | 31     | 0      |        |
| Totale carriera     | Totale carriera     | Totale carriera     | 52         | 0          |                 | 2               | 0               |                    | -                  | -                  |             | -           | -           | 54     | 0      |        |

## Palmarès

### Club

#### Competizioni nazionali
- Campionato francese di seconda divisione: 1

Le Havre: 2022-2023